# Philodromus foucauldi
Philodromus foucauldi là một loài nhện trong họ Philodromidae.
Loài này thuộc chi Philodromus. Philodromus foucauldi được J. Denis miêu tả năm 1954.